# ヒード
ヒード（HEED）はスウェーデンのヘヴィメタルバンドである。
意見の食い違いからロスト・ホライズンを脱退したダニエル・ハイメン(Vo)、フレドリック・オルソン(G)を中心として2004年に結成された。しかし2008年9月20日に活動休止。

## メンバー

### 現在のメンバー
- ダニエル・ハイメン (Daniel Heiman) - (Vo)
元ロスト・ホライズン。クリスタル・アイズの『Confessions Of The Maker』(2005年)にゲスト・ヴォーカルとして参加している。
- フレドリック・オルソン (Fredrik Olsson) - (G)
元ロスト・ホライズン
- マルティン・アンデション (Martin Andersson) - (G)
- トミー・ラーション (Tommy Larsson) - (B)
元ドリーム・イーヴル、現フルフォース
- パトリック・ラフリング (Patrik Räfling) - (Ds)
元ハンマーフォール

### 元メンバー
- ユルゲン・オルソン (Jörgen Olsson) - (B)
- マッツ・カルーソン (Mats Karlsson) - (Ds)
元シナジー
- ウフク・デミール (Ufuk Demir) - (Ds)

## ディスコグラフィー

### アルバム
- 2005年　The Call